# Langesunds kommun
Langesunds kommun (norska: Langesund kommune) var en kommun (stadskommun, norska: bykommune) i Telemark fylke i södra Norge. Kommunen omfattade staden Langesund som samtidigt utgjorde kommunens centralort.

## Administrativ historik
Langesunds kommun upprättades den 1 januari 1838 (som Langesund formannskapsdistrikt) när Formannskapslovene från 1837 trädde i kraft. 
Den 1 januari 1878 överfördes ett bebott område (Langøya med 22 invånare) från Bamble kommun till Langesunds kommun.
1949 överfördes ett annat bebott område (med 127 invånare) från Bamble kommun till Langesunds kommun.
Den 1 januari 1964 gick kommunen upp i Bamble kommun. Kommunens hade då 2 281 invånare.